# Anni 270 a.C.
Gli anni 270 a.C. sono il decennio che comprende gli anni dal 279 a.C. al 270 a.C. inclusi.

## Nati
- Demetrio II Etolico, re macedone antico († 229 a.C.)
- Euforione di Calcide, poeta e bibliotecario greco antico († 200 a.C.)271 a.C.
- Arato di Sicione, politico, militare e storico greco antico († 213 a.C.)270 a.C.
- Asdrubale Maior, generale e politico cartaginese († 221 a.C.)

## Morti
- Antipatro Etesia, sovrano macedone antico
- Berenice I, regina macedone antica
- Publio Decio Mure, politico romano
- Tolomeo Cerauno, sovrano egizio278 a.C.
- Asclepiade di Eretria, filosofo greco antico
- Brenno, condottiero celto
- Qu Yuan, poeta e patriota cinese277 a.C.
- Sostene, generale e sovrano macedone antico276 a.C.
- Apollodoro di Cassandrea, greco antico
- Crantore, filosofo greco antico
- Tinione, siceliota275 a.C.
- Archidamo IV, sovrano spartano
- Sotade, poeta greco antico273 a.C.
- Gaio Fabio Dorso Licino, politico e militare romano272 a.C.
- Pirro, militare greco antico (n. 318 a.C.)
- Tolomeo, militare greco antico (n. 295 a.C.)271 a.C.
- Appio Claudio Cieco, politico, letterato e militare romano (n. 350 a.C.)
- Marco Valerio Corvo, generale e politico romano (n. 371 a.C.)270 a.C.

- Alessi, commediografo greco antico (n. 372 a.C.)
- Manio Curio Dentato, romano (n. 330 a.C.)
- Duride di Samo, storico greco antico (n. 340 a.C.)
- Epicuro, filosofo greco antico (n. 341 a.C.)
- Lucio Cornelio Scipione Barbato, politico e militare romano (n. 337 a.C.)
- Menecrate di Efeso, poeta e filosofo greco antico (n. 330 a.C.)
- Patrocle, militare e geografo macedone antico (n. 312 a.C.)